# Okhaldhunga (stad)
Okhaldhunga, ook Okhaldhunga, (Sanskriet: ओखलढुङ्गा गा बि स) is een dorpscommissie (Engels: village development committee, afgekort VDC; Nepalees: panchayat) in het westen van Nepal, en tevens de hoofdplaats van het gelijknamige district. De dorpscommissie telde bij de volkstelling in 2001 4084 inwoners, in 2011 4963 inwoners.